# 터크스 케이커스 제도의 문장

터크스 케이커스 제도의 문장

터크스 케이커스 제도의 문장은 1965년에 부여되었다. 팔은 노란 배경에 소라 껍질, 랍스타 및 선인장을 담은 방패로 구성된다. 덱스터와 불길한 지지자들은 플라밍고이다. 문장은 밧줄 산업과의 연결을 나타내는 두 개의 사이 잘 식물 사이의 펠리컨이다.